# 22644 Матейбел
22644 Матейбел (22644 Matejbel) — астероїд головного поясу, відкритий 27 липня 1998 року.
Тіссеранів параметр щодо Юпітера — 3,174.